# Vicente Yáñez Pinzón
Vicente Yáñez Pinzón (ur. ok. 1460, zm. 1514) – hiszpański podróżnik i odkrywca z Palos de la Frontera (Hiszpania), właściciel i dowódca karaweli „Niña”, jednego ze statków ekspedycji Krzysztofa Kolumba, podczas której odkryto kontynent amerykański (1492). Domagał się od Kolumba części dochodów z handlu z Ameryką. Twierdził, że był jednym z organizatorów wyprawy, ale jego zachowanie podczas pierwszej wyprawy Kolumba sugeruje, że był tylko wynajętym marynarzem.
Uważany za pierwszego Europejczyka, który 26 stycznia 1500 roku dotarł do wybrzeży Brazylii.